# Caraíbas
Caraíbas là một đô thị thuộc bang Bahia, Brasil. Đô thị này có diện tích 1125,474 km², dân số năm 2007 là 10121 người, mật độ 8,99 người/km².